# 深堀圭一郎
深堀 圭一郎（ふかぼり けいいちろう、1968年10月9日- ）は、東京都出身の男子プロゴルファー。フォーラムエンジニアリング所属。明治大学付属中野高等学校、明治大学文学部卒業。
妻はフリーアナウンサーの進藤晶子。

## 来歴・人物
2003年日本オープンで最終日7アンダーの猛チャージで5打差を逆転して優勝。2005年にも2勝をあげ、賞金ランキング3位に。2006年のダンロップフェニックストーナメントでは初日、試合における自身初のホールインワンもありタイガー・ウッズ、パドレイグ・ハリントンらと1打差の3位と好成績を残した。
2006年2月に、元TBSアナウンサーの進藤晶子と結婚。2007年シーズンには、日本ゴルフツアー機構（JGTO）の選手会長に就任。
2009年から、大手ゴルフ用品専門店ゴルフ5のイメージキャラクターに起用され、同社がメインスポンサーの番組「ゴルフの真髄」（テレビ東京）にレギュラー出演。
2009年に持病の左足底筋膜炎が悪化、2011年2月に手術。
2012年は、1回だけ行使できる「生涯獲得賞金25位以内」の資格で参戦、東建ホームメイトカップ・つるやオープン・そして中日クラウンズと開幕戦から3試合連続で予選落ちを喫したものの、「日本プロゴルフ選手権カップヌードル杯」で単独2位に入り1,500万円を獲得。年間で2,605万9,199円を稼ぎ賞金ランキングは43位、2013年のシード権確保に成功している。
2019年からは、日本シニアツアーに参戦している。

## 優勝歴

### 日本ツアー (8)
| 勝数         |
| メジャー (1) |
| ツアー (7)   |

| No. | 日時           | 大会                                   | 優勝スコア            | 打差       | 2位                         |
| --- | -------------- | -------------------------------------- | --------------------- | ---------- | --------------------------- |
| 1   | 1997年3月30日  | ジャストシステムKSBオープン            | -12 (69-64-69-74=276) | 2打差      | 桑原克典／ 小達敏昭         |
| 2   | 1998年9月20日  | 全日空オープンゴルフトーナメント       | -9 (71-71-68-69=279)  | 2打差      | リー・ジャンセン／ 宮本勝昌 |
| 3   | 2000年7月9日   | 住建産業オープン広島ゴルフトーナメント | -13 (67-67-70-71=275) | 1打差      | 尾崎将司                    |
| 4   | 2000年11月5日  | 宇部興産オープンゴルフトーナメント     | -12 (70-72-69-65=276) | 3打差      | 白石達哉／ 谷口徹           |
| 5   | 2001年7月8日   | 住建産業オープン広島ゴルフトーナメント | -13 (67-67-69=203)    | プレーオフ | 尾崎将司                    |
| 6   | 2003年10月19日 | 日本オープンゴルフ選手権競技           | -8 (66-75-71-64=276)  | 2打差      | 今野康晴                    |
| 7   | 2005年8月7日   | サン・クロレラクラシック               | -15 (67-70-70-66=273) | 1打差      | 星野英正                    |
| 8   | 2005年9月18日  | ANAオープンゴルフトーナメント          | -14 (72-62-72-68=274) | プレーオフ | 今野康晴                    |

#### プレーオフ記録 (2-0)
| No. | 年     | 大会                                   | 対戦相手 | 内容                                                                        |
| --- | ------ | -------------------------------------- | -------- | --------------------------------------------------------------------------- |
| 1   | 2001年 | 住建産業オープン広島ゴルフトーナメント | 尾崎将司 | 尾崎が3オン2パットのボギー。深堀が2オン2パットのパー。深堀の優勝。          |
| 2   | 2005年 | ANAオープンゴルフトーナメント          | 今野康晴 | 両者とも2オン。今野が2パットのパー、深堀が1パットのバーディー。深堀の優勝。 |

### その他
- 1996年 - 関東オープン

## 出演番組
- ゴルフの真髄 -ARTISTIC GOLF-（テレビ東京）